# Novapus obscurus
Novapus obscurus är en skalbaggsart som beskrevs av Macleay 1871. Novapus obscurus ingår i släktet Novapus och familjen Dynastidae. Inga underarter finns listade i Catalogue of Life.